# Ottersberg
Ottersberg là một đô thị ở huyện Verden, trong bang Niedersachsen, nước Đức. Đô thị Ottersberg có diện tích 99,03 km². Đô thị này có cự ly khoảng 20 km về phía bắc của Verden, và 28 km về phía đông Bremen.
Ottersberg đã từng thuộc Tổng giáo phận Bremen, thiết lập năm 1180. Năm 1648, Tổng giáo phận này được chuyển sang cho Lãnh địa Bremen.